# Universiteit van Amerika Puebla

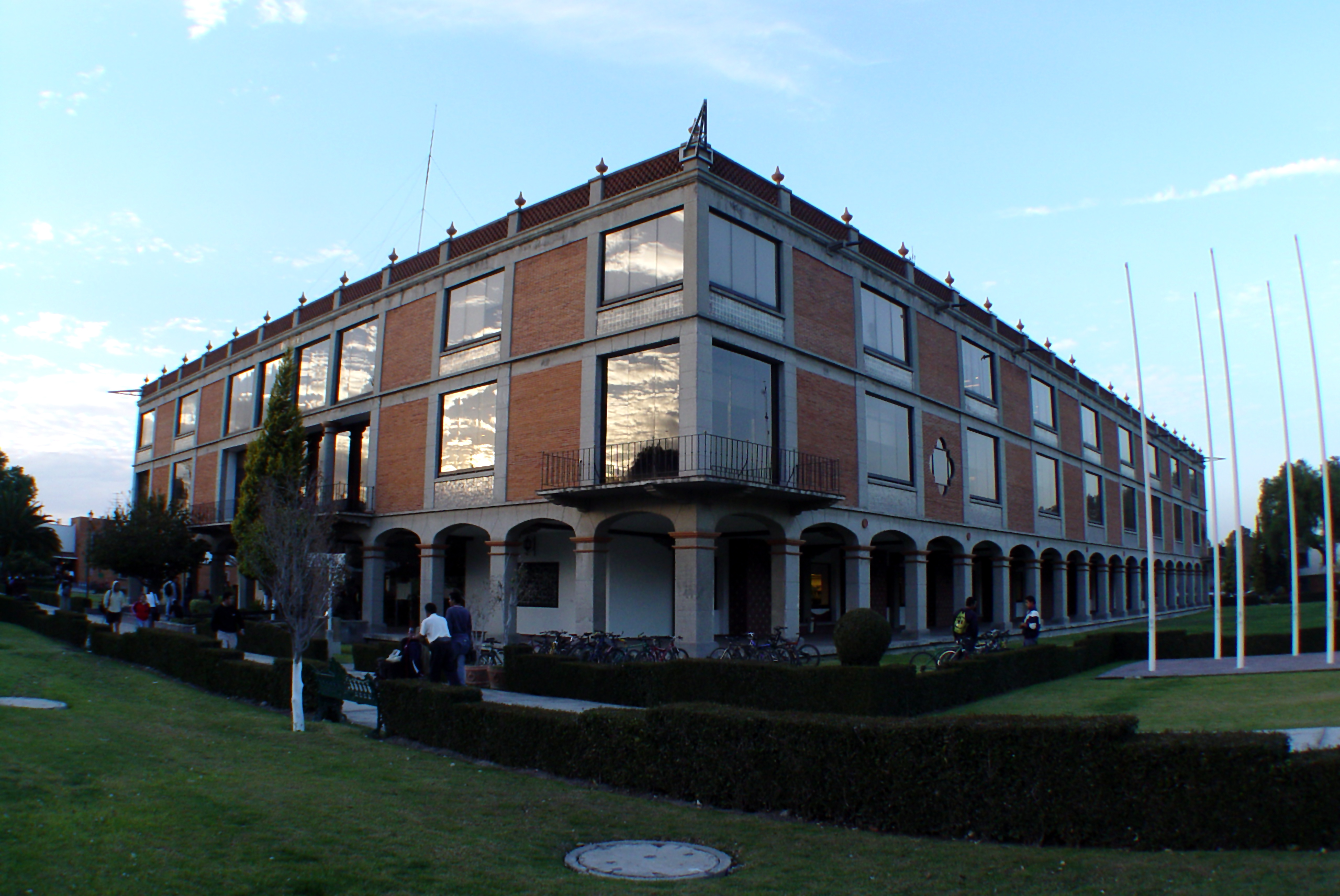
Bibliotheek

De Universiteit van Amerika Puebla (Spaans: Universidad de las Américas Puebla) is een privéuniversiteit in Cholula.
De universiteit werd opgericht in 1940 door de Amerikanen Henry L. Cain en Paul V. Murray in Mexico-Stad onder de naam Mexico City College. In 1968 kreeg de universiteit haar huidige naam en verhuisde ze naar Cholula, een voorstad van Puebla.